# Стюарт, Людовик, 2-й герцог Леннокс
Людовик Стюарт (29 сентября 1574 — 16 февраля 1624) — шотландский аристократ, 2-й герцог и 2-й граф Леннокс (1583—1624), 1-й граф Ричмонд и 1-й барон Сеттрингтон (1613—1624), 1-й герцог Ричмонд и 1-й граф Ньюкасл-апон-Тайн (1623—1624). Лорд-верховный комиссар в парламенте Шотландии (1607—1609), лорд-лейтенант Кента (1620—1624).

## Биография
Старший сын Эсме Стюарта (1542—1583), 1-го герцога Леннокса (1581—1583), и француженки Кэтрин де Бальзак.
14 ноября 1583 года после смерти своего отца Эсме Стюарта, герцога Леннокса, 9-летний Людовик вернулся из Франции и был принят королём Шотландии Яковом VI Стюартом в Киннейл-Хаус. Он унаследовал титулы герцога и графа Леннокса, ранее принадлежавшие его отцу. В декабре того же года король Яков VI издал распоряжение относительно образования своего родственника Людовика, герцога Леннокса. Молодой герцог воспитывался в королевской семье под опекой майстера Гилберта Монкрейфа.
В 1591 году Людовик Стюарт был назначен на должность лорда-верховного адмирала Шотландии вместо Фрэнсиса Стюарта, графа Ботвела. Он получил от короля разрешение на монетный двор и стал чеканить фартинги.
Постепенно Людовик Стюарт, герцог Леннокс, стал одним из ближайших соратников шотландского короля Якова VI Стюарта, с 1603 года также короля Англии под именем Якова I. Во время пребывания короля Якова Стюарта в Англии герцог Леннокс стал фактическим правителем Шотландии. В его правление оппозиционная знать была подавлена, мятежные кланы Армстронги и Макгрегоры были разбиты и подчинены короне. Гебридские и Оркнейские острова были вновь подчинены королевской власти. Ситуация в Шотландии на долгое время была стабилизирована.
Людовик Стюарт, герцог Ричмонд, принял участие в английской колонизации Ольстера в Ирландии и колонии Мэн в Северной Америке. Людовик Стюарт в 1608 году получил во владение от английской короны зе́мли в баронстве Рафо в графстве Донегол (Северная Ирландия). В его честь были названы острова Ричмонда и мыс Ричмонда, а также город Ричмонд в колонии Мэн.
В феврале 1624 года 49-летний Людовик Стюарт скончался, он был похоронен в Вестминстерском аббатстве в Лондоне. Его титулы и владения унаследовал младший брат Эсме Стюарт.

## Семья и дети
Был трижды женат. В июне 1590 года его первой супругой стала София Рутвен, дочь Уильяма Рутвена (ок. 1541 — 1584), 1-го графа Гоури, и Дороти Стюарт.
В августе 1598 года вторично женился на Джейн Кэмпбелл (ок. 1573 — 1610), дочери Мэтью Кэмпбелла и Изабеллы Драммонд, правнучки короля Шотландии Якова IV Стюарта.
В июне 1621 года в третий раз женился на Фрэнсис Говард (1578—1639), дочери Томаса Говарда (ок. 1520 — 1582), 1-го виконта Говарда из Биндона, и Мабель Бартон. Все три брака были бездетны.
Его незаконнорожденный сын — сэр Джон Стюарт из Метвена был женат на Маргарите Гамильтон, дочери сэра Клода Гамильтона из Шефилда.